# Eutomostethus ephippium
Eutomostethus ephippium is een vliesvleugelig insect uit de familie van de bladwespen (Tenthredinidae). De wetenschappelijke naam van de soort is voor het eerst geldig gepubliceerd in 1798 door Panzer.

## Kenmerken
De soort bereikt een lichaamslengte van 5-7 mm. De zwarte plantenwespen hebben een rode thorax. De poten zijn voornamelijk zwart. Het basale deel van de tibia is wit gekleurd. De onderste delen van de poten zijn zilvergrijs behaard. De vergelijkbare Eriocampa ovata heeft slankere voelsprieten en is meer gepunt op het hoofd en de borstkas. De grijsgele larven bereiken een lengte van 9-10 mm.

## Levenswijze
Typische leefgebieden van de soort zijn vochtige weiden en grasvelden in de buurt van bosranden. De soort is mogelijk polyvoltien. De volwassen plantenwespen vliegen van mei tot september. De larven ontwikkelen zich op grassen (Poaceae).

## Verspreiding
De soort komt voor in het Palearctisch gebied. In Europa is het wijdverspreid. Daarnaast komt het voor in de Nearctisch gebied, waar het vermoedelijk is geïntroduceerd.